# Famille de Truchis
 (mars 2025).
Si vous disposez d'ouvrages ou d'articles de référence ou si vous connaissez des sites web de qualité traitant du thème abordé ici, merci de compléter l'article en donnant les références utiles à sa vérifiabilité et en les liant à la section « Notes et références ».
La famille de Truchis est une famille de la noblesse française. Elle est composée de deux branches : les Truchis de Varennes et les Truchis de Lays.

## Histoire
La famille de Truchis, originaire de Bourgogne, est anoblie en 1648 en la personne de Pierre de Truchis, écuyer, baron de Lays et Bachelet, de son état avocat au parlement de Bourgogne. Son fils aîné, également prénommé Pierre (1637-1717) hérite du titre et du domaine de Lays. Le fils aîné de ce dernier, Jean François (1682-1761), officier dans les gendarmes de la garde ordinaire du roi et qui bâtit le château de Varennes est à l'origine de la branche de Varennes, et le cadet, Benoît (1687-1723), de celle de Lays.
L'écrivain Albéric de Truchis de Varennes, le naturaliste Pierre Marie Arthur Morelet, la chanteuse Zazie et son frère le musicien Phil Baron font partie de cette famille.

## Filiation
- Pierre de Truchis, écuyer, baron de Lays et Bachelet, avocat au parlement de Bourgogne ;
  - Pierre de Truchis (1637-1717), baron de Lays ;
    - Jean François de Truchis de Varennes (1682-1761), gendarme de la garde ordinaire du roi, épouse Catherine de Chanteray ( -1737) ;
      - branche de Varennes (voir ci-dessous) ;

    - Benoît de Truchis de Lays (1687-1723) épouse Charlotte de Chanteret ;
      - branche de Lays (voir ci-dessous).

### Branche de Varennes

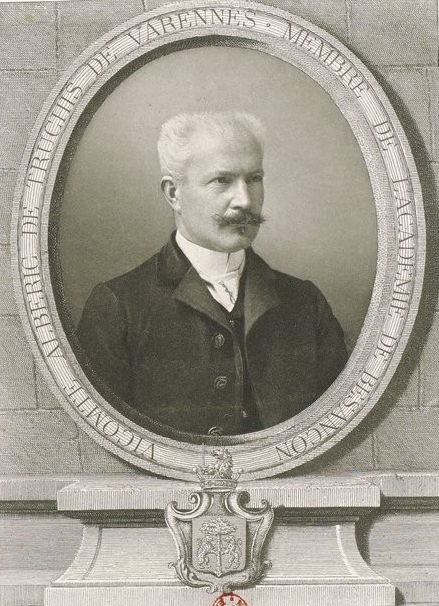
Albéric de Truchis de Varennes.

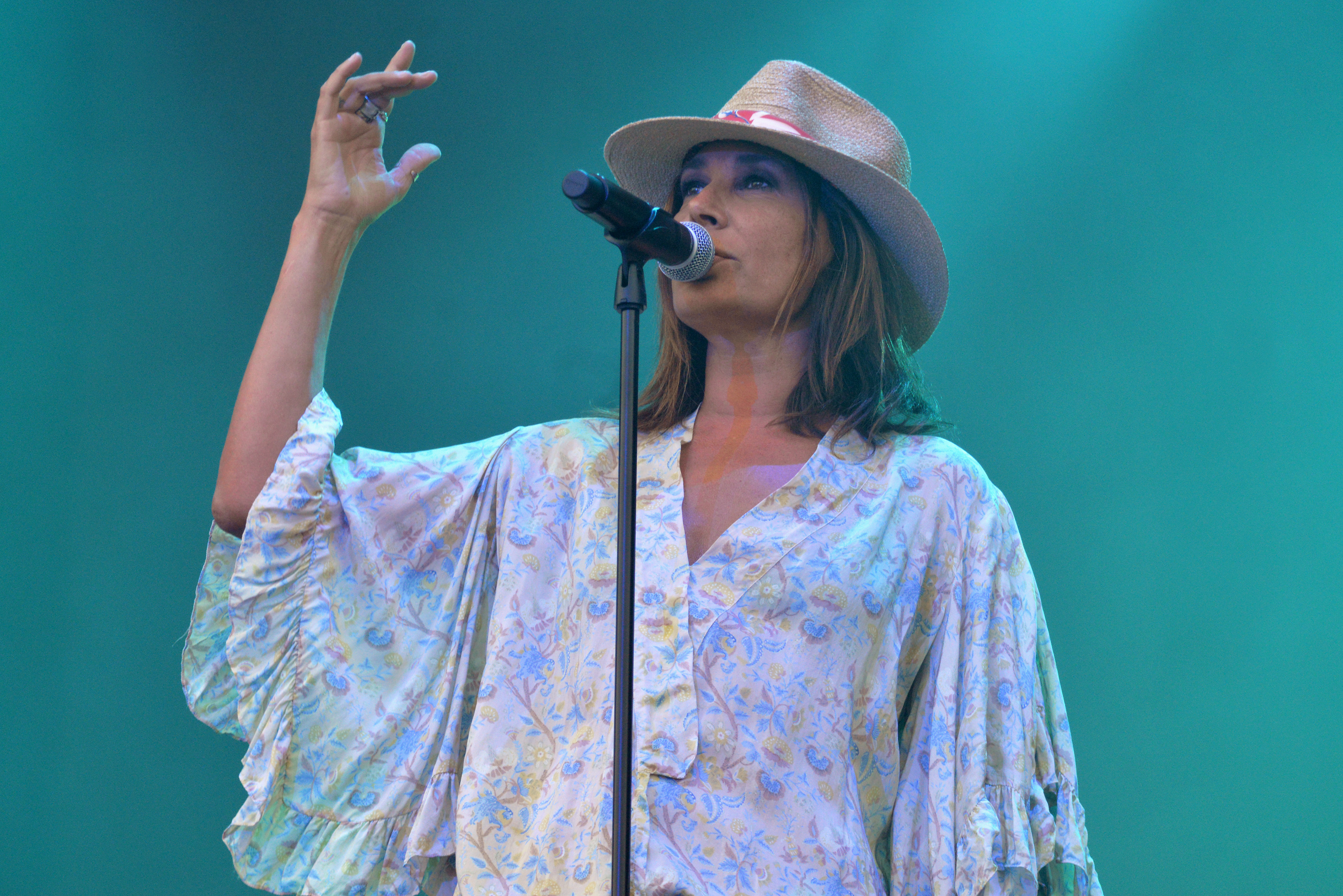
Isabelle de Truchis de Varennes, dite « Zazie ».

- Jean François de Truchis de Varennes (1682-1761), gendarme de la garde ordinaire du roi, épouse Catherine de Chanteret ( -1737) ;
  - François de Truchis de Varennes (1724-1785) épouse Anne Antoinette Martin (1738-1777) ;
    - Claude François Charles de Truchis de Varennes (1765-1840) épouse Hélène Gabrielle de Courtaillon de Montdoré (1766-1847) ;
      - Guillaume de Truchis de Varennes (1790-1861) épouse Marie Bonne de Chaponay-Morance ;
        - Henri de Truchis de Varennes (1827-1891) épouse Marguerite Madeleine Carrelet de Loisy (1836-1879), tante de Jean Carrelet de Loisy ;
          - Stanislas de Truchis de Varennes (1857-1932) épouse Marie Thérèse Louise Valentine Monroe (1862-1935) ;
            - Jean de Truchis de Varennes (1897-1988) épouse Madeleine de Sinéty ;
            - Humbert de Truchis de Varennes (1905-1976) épouse Renée de Ganay ;

          - Albéric de Truchis de Varennes (1861-1944), écrivain, historien, secrétaire perpétuel de l'Académie des sciences, belles-lettres et arts de Besançon et de Franche-Comté, épouse Marie Estignard ;
            - Pierre de Truchis de Varennes épouse Guillemette de Noiron ;
              - Jean-Maurice de Truchis de Varennes (1936-2020), commissaire-général (2S) de l'armée de terre, officier de la Légion d'honneur, épouse Françoise de Froissard de Broissia ;

            - Madeleine de Truchis de Varennes épouse Édouard de La Forest Divonne ;

          - Charles de Truchis de Varennes (1867-1953) épouse Henriette Boiteux de Sainte-Olive (1872-1958) ;
            - François de Truchis de Varennes (1906-1932) épouse Monique Jacquin de Margerie ;
              - François de Truchis de Varennes (1932-1959) épouse Marie-Hélène de Faubournet de Montferrand ;
                - Emmanuel de Truchis de Varennes (1960-) directeur du Groupe Revue Fiduciaire épouse Claire Martineau ;
                  - 
                    - Louis de Truchis de Varennes Law de Lauriston de Bourbers (1998)
                    - Victoire de Truchis de Varennes Law de Lauriston de Bourbers (1995)
                    - Blanche de Truchis de Varennes Law de Lauriston de Bourbers (1993)

                  - Sophie de Truchis de Varennes épouse Xavier Cremou ;
                  - Sebastien de Truchis de Varennes (1969-) ;
                    - Martin de Truchis de Varennes (1998-) Alpiniste ;
                    - "Lucie de Truchis" de Varennes (1996-) Pédagogue ;
                    - Paola de Truchis de Varennes (2002-) Ingénieure

              - Hervé de Truchis de Varennes (1935-) épouse Jacqueline Causse ;
                - Philippe de Truchis de Varennes dit « Phil Baron » (1962-), musicien ;
                - Isabelle Marie Anne de Truchis de Varennes dite « Zazie » (1964-), chanteuse, auteure-compositrice-interprète.

### Branche de Lays
- Benoît de Truchis de Lays (1687-1723) épouse Charlotte de Chanteret ;
  - Benoît de Truchis de Lays (1710-1742) épouse Josèphe de Ferrette de Liebstein ;
    - Charles de Truchis de Lays (1740-1803) épouse Marie Madeleine Françoise de la Toison de Rocheblanche ;
      - Hortense de Truchis de Lays (1789-1815) épouse Pierre-Théodore Morelet ;
        - Pierre Marie Arthur Morelet (1809-1892), naturaliste, épouse Noémie de Folin, sœur de Léopold de Folin ;

      - Caroline de Truchis de Lays (1795-) épouse Charles Louis de Folin ;
      - Louis de Truchis de Lays (1798-1870) épouse Marie Bruslé de Valsuzenay, fille de Claude-Louis Bruslé de Valsuzenay ;
        - Fernand de Truchis de Lays (1826-) épouse Amynthe Deheurle puis Marie Claude Gabrielle du Campe de Rosamel ;
          - Victor de Truchis de Lays (1860-) épouse Marie Brocart ;
            - Yvonne de Truchis de Lays (1891-1969) épouse Armand Emmanuel Anne Marie de Gérard du Barry ;
            - Albert de Truchis de Lays (1892-1917), mort pour la France ;
            - Maurice de Truchis de Lays (1899-1964) épouse Louise de Poulpiquet de Brescanvel ;

        - Marie de Truchis de Lays (1831-1877) épouse Nicolas Guéneau de Mussy, cousin de Noël Guéneau de Mussy ;
        - Louis de Truchis de Lays (1835-1923) épouse Henriette Barbanson, cousine de Jean-Pierre Barbanson et Gaston Barbanson ;
          - Jeanne de Truchis de Lays (1862-) épouse François de Vassal-Cadillac ;
          - René de Truchis de Lays (1865-1949) épouse Suzanne Nivière, petite-fille d'Antoine Nivière-Chol ;
            - Pierre de Truchis de Lays (1897-1980) épouse Marie Puvis de Chavannes, petite-nièce de Pierre Puvis de Chavannes ;
              - Gérard de Truchis de Lays (1921-2013) épouse Marie-Thérèse d'Indy, petite-fille de Vincent d'Indy ;
              - Bernard de Truchis de Lays (1936-1970), disparu en service commandé avec son bâtiment, le sous-marin d'attaque l' Eurydice (S644), ainsi que tout son équipage, le 4 mars 1970;

            - Édith de Truchis de Lays (1898-1984) épouse Charles-Antoine Bourlon de Rouvre, fils de Charles Bourlon de Rouvre ;
            - Hubert de Truchis de Lays (1901-1972) épouse Katevanna Elbori-Dsasokof, mère d'André Couteaux et grand-mère d'Athenaïs de Truchis ;

          - Marie de Truchis de Lays (1867-1918) épouse Victor Arnoux de Maison-Rouge ;
          - Louise de Truchis de Lays (1871-1917) épouse Romuald Panon Desbassayns de Richemont, petit-fils d'Eugène Panon Desbassayns de Richemont ;

  - Jacques de Truchis de Lays (1720-) épouse Charlotte Étiennette de Truchis ;
    - Charles de Truchis de Lays (1751-) épouse Louise Bonaventure Lamy de La Perrière ;
      - Alexandre de Truchis de Lays (1785-1836) épouse Marie de Mont-Domet ;
        - Charlotte de Truchis de Lays épouse le contre-amiral Thomas Gallois (d).

## Héraldique
- D'azur, à une palmier d'or soutenu par deux lions de même affrontés, a comme supports deux lions, comme cimier un lion naissant tenant dans sa patte dextre une épée
- Virtute et viribus[1].

## Alliances

### Branche de Varennes
de Chanteret, de Courtaillon de Montdoré, de Chaponay-Morance,  de Montillet de Grenaud, Carrelet de Loisy, de Sinety, Donjon de Saint-Martin, de Ganay, de Noiron, de Froissard de Broissia, de La Forest Divonne, Boiteux de Sainte-Olive, Jacquin de Margerie, de Faubournet de Montferrand, Daru, des Courtils.

### Branche de Lays
de Chanteret, de Ferrette de Liebstein, de la Toison de Rocheblanche, de Folin, de La Fournière, Bruslé de Valsuzenay, du Campe de Rosamel, de Gérard du Barry, de Poulpiquet de Brescanvel, Guéneau de Mussy, de Vassal-Cadillac, Puvis de Chavannes, d'Indy (1945), d'Harcourt (1955), de Regnauld de Bellescize, Bourlon de Rouvre, Arnoux de Maison-Rouge, Panon Desbassayns de Richemont, Lamy de La Perrière, de Mont-Domet, d'Aboville (1969), de Froissard de Broissia, de Commines de Marsilly.

## Postérité
À Champagne-au-Mont-d'Or, un chemin a été baptisé "chemin du Truchis de Lays" en l'honneur de Pierre de Truchis de Lays.